# اليبنض (المضاربة والعارة)

تعديل مصدري - تعديل

اليبنض هي إحدى قرى عزلة المضاربة بمديرية المضاربة والعارة التابعة لمحافظة لحج، بلغ تعداد سكانها 44 نسمة حسب تعداد اليمن لعام 2004.